# Ingrid Brandstetter
Ingrid Brandstetter (* 1943 in Schiltern, Niederösterreich) ist eine österreichische Künstlerin.

## Leben
Ingrid Brandstetter studierte an der Akademie der bildenden Künste Wien bei Christian Ludwig Martin und Maximilian Melcher in der Meisterklasse für Malerei und Grafik. Die Künstlerin lebt und arbeitet in Schönberg am Kamp.
Als Melcher-Schülerin kommt Ingrid Brandstetter aus der Tradition der figuralen Malerei. Ihre Arbeiten, vorwiegend Ölbilder und Aquarelle, zeigen in den frühen Jahren Stillleben, mitunter Landschaften, aber bald steht der Mensch in verschiedenen Interieurs im Mittelpunkt. In den frühen 1980er Jahren werden ihre Werke zunehmend abstrakter, eine Entwicklung, die sie in den Bildern der letzten Jahre wieder in Richtung eines realistischeren Malstils zurückgenommen hat. Dabei spielen Farbe und Licht eine wichtige Rolle: „Ohne das Spiel von Licht und Schatten und die dadurch entstehenden Farbmodulationen hätten meine Frauenzimmer … keine glaubwürdige Existenz.“

## Werkzyklen
- 1998: Auf den Hund gekommen
- 1999: Sport Götter Himmel
- 2000: Metamorphosen
- 2001: Behütet
- 2001: Mobil
- 2002: Alkestis
- 2002: Mannsbilder
- 2004: Paysages Intimes
- 2005: (Divina) Commedia
- 2006: Eros
- 2007: Divertimenti
- 2008: Narziss
- 2009: Allegro ma no troppo
- 2010: 2011 FRÜH - STÜCKE
- 2010: American Breakfast
- 2011–2012 Frauen - Zimmer
- 2013: Im Focus
- 2014–2015: DIWAN DIWAN

## Einzelausstellungen (Auswahl)
- 1985: Galerie Göttlicher, Krems – Stein
- 1987: Belvedereschlössl Stockerau
- 1989: „Dialog mit dem Blauen Turm“, Stift Dürnstein
- 1991: Herbert Lederers Theater am Schwedenplatz, Wien
- 1992: Galerie Kies, Wien; Moderne Galerie, Dominikanerkloster Krems; Dokumentationszentrum Moderner Kunst, St. Pölten, Galerie Domu Umeni, Budweis
- 1993: Schloss Krumau, Böhmen
- 1994: Kanzlei Nidetzky und Partner, Krems
- 1997: Kunstverein Rost, Schloss Schiltern
- 1998: „Auf den Hund gekommen“, Loos Haus, Wien; Blaugelbe Viertelsgalerie Schloss Rosenau; Dokumentationszentrum Moderner Kunst, St. Pölten; Moderne Galerie, Dominikanerkloster Krems; Galerie Kies, Wien
- 1999: „Sport – Götter - Himmel“, Galerie Thurnhof, Horn; Weinstadtmuseum Krems
- 2002: „Mannsbilder“, Galerie Christine Ernst, Wien; Galerie Saby Lazi, Stuttgart;
- 2005: „(Divina) Commedia“, Schloss Grafenegg; Primavera Arte, Stein/Donau
- 2006: „Eros im Alltag“, Landhausgalerie Ausstellungsbrücke, St. Pölten; Galerie Max-21, Iphofen/Würzburg
- 2009: „Allegro ma no troppo“, Pro Cultura, Lafnitz, Steiermark; Galerie in der Schmiede, Pasching/Linz
- 2011: „Früh-Stücke“, Kunstverein Horn, Horn; Galerie Christine Ernst, Wien; Galerie max-21, Iphofen/Würzburg
- 2012: „FRAUEN-ZIMMER“, museumkrems, Dominikanerkloster Krems; Galerie in der Schmiede, Pasching/Linz; Galerie Christine Ernst, Wien
- 2013 und 2014: „Im Focus“, Schauer-Galerie Wallhaus auf Schloss Grafenegg, Fine Art, Traismauer
- 2015: „Diwan Diwan“, Galerie Kovacek & Zetter, Wien

## Gruppenausstellungen (Auswahl)
- 1994: „Trilogie der Steine“, Schrems
- 1995: „Transmission“, Bratislava
- 1997: „Eine Klasse für sich – Schüler von Max Melcher“, Kunstverein Horn und Kunstverein Baden
- 2001: „Jagdtrieb“, NÖART
- 2003: „Alkestis“, Grafenegg, Niederösterreich; „Moderne versus Klassik“, Kunstforum Waldviertel
- 2004: „Badeschluss“, Strandbad Plank am Kamp; „Landschaft“, NÖ Dokumentationszentrum, St. Pölten; „Verstanden – Missverstanden“, NÖ Dokumentationszentrum, St. Pölten
- 2006: „KurzWeil“, Edition Thurnhof, Schloss Grafenegg
- 2012: „Frauen-Zimmer“, Galerie in der Schmiede, Pasching/Linz; „MANNSBILDER“, Galerie Z Stuttgart
- 2013: Festivalausstellung Schloss Grafenegg 2013; „Lebenslust“, Kunstmuseum Waldviertel, Schrems
- 2014: September Ausstellung 2014, Galerie Kovacek & Zetter, Wien; „30 Jahre 30 Künstler 30 Tage“, Galerie Christine Ernst, Wien

## Öffentliche und Private Sammlungen (Auswahl)
- Land Niederösterreich
- Bundesministerium für Unterricht und Kunst
- Kulturamt der Niederösterreichischen Landesregierung
- BARC-Versicherungsholding
- Raiffeisenlandesbank NÖ-Wien
- B-O-E (Bau-Objekt-Entwicklung)
- TPA (Krems)
- sowie verschiedene Privatinvestoren

## Bibliografie
- Ingrid Brandstetter, Diwan Diwan. 2013–2015, Wien 2015
- Ingrid Brandstetter, Frauen-Zimmer, 2011–2012, Wien 2012